# ایرج گنج‌بخش
ایرج گنج‌بخش پزشک برجستهٔ ایرانی و جراح قلب و عروق است. ایرج گنج‌بخش در سال ۱۳۲۰ در تهران به دنیا آمد. در دبیرستان البرز دیپلم گرفت و با آنکه در کنکور پزشکی دانشگاه تهران قبول شده بود تصمیم گرفت با بورسیهٔ تحصیلی که به وی اعطا شده بود عازم فرانسه شود. ابتدا به شهر مون‌پلیه در جنوب فرانسه رفت و سپس عازم پاریس شد و تحصیلات پزشکی را در پاریس به پایان رساند. او که ریاست بخش جراحی قلب و قفسهٔ سینه بیمارستان پیتیه-سالپتری‌یر پاریس را نیز تا سال ۲۰۰۸ میلادی عهده داشت و با عمل قلب ژاک شیراک سلامتی را به وی بازگرداند. وی به گفتهٔ خود بین ۱۵٬۰۰۰ تا ۲۰٬۰۰۰ عمل جراحی قلب باز انجام داده‌است. ایرج گنج‌بخش تحصیلات ابتدایی و مقدماتی خود را در مدرسه رازی تهران به پایان رساند و پس از آن برای ادامه تحصیل در رشتهٔ پزشکی عازم فرانسه شد در پاریس اقامت گزید.

## جوایز
- برندهٔ لوح تقدیر ابن سینا در سال ۱۳۸۵.
- مدال افتخار کشور فرانسه.